# Amole

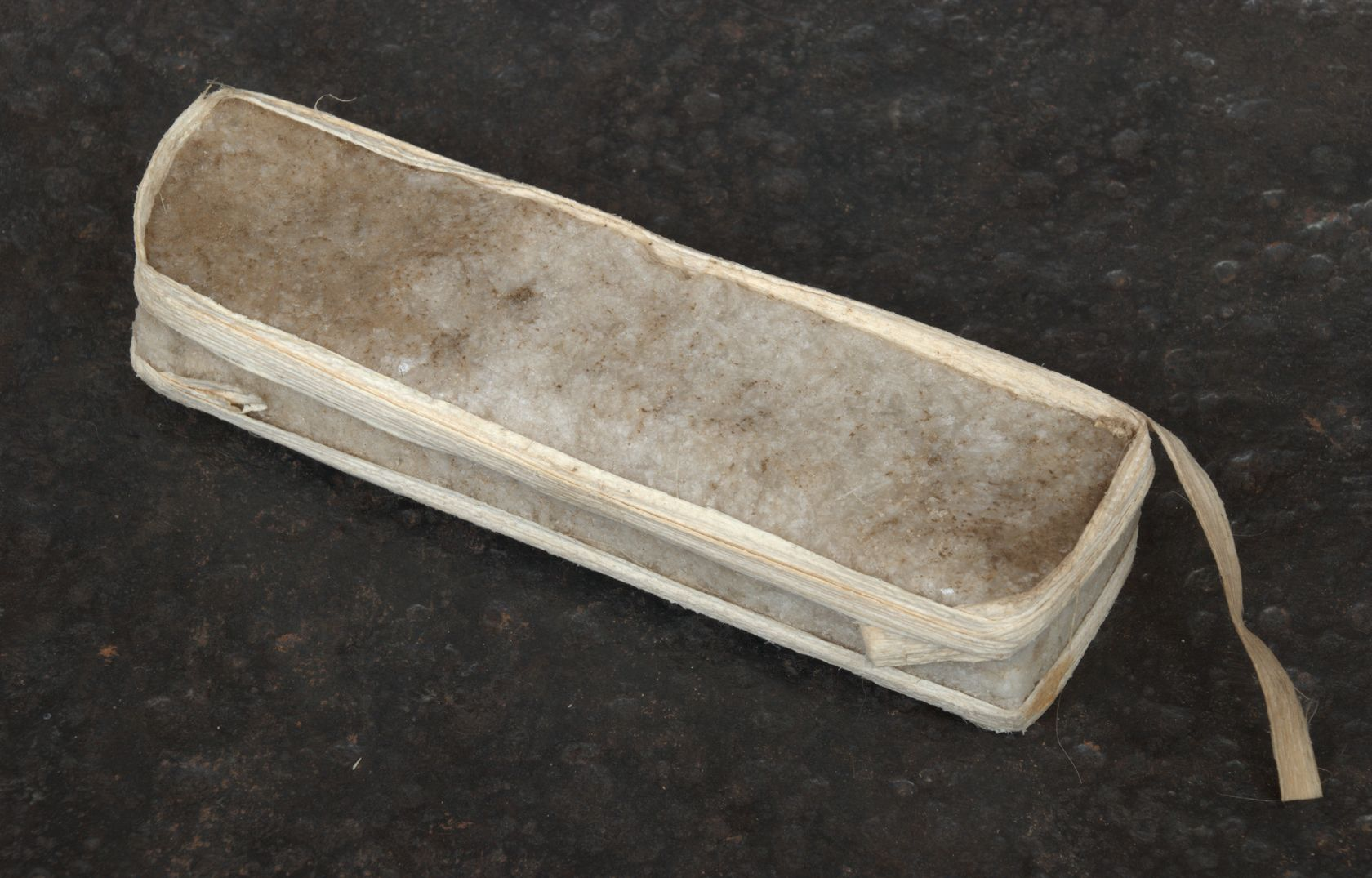
Amole

Amole (Amharisch አሞሌ) ist die Bezeichnung von Salzgeld, das in Äthiopien traditionell als außermünzliches Zahlungsmittel gebräuchlich war und zugleich aufgrund seines Gebrauchswerts getauscht wurde. Es besaß eine Doppelfunktion als Ware und symbolischer Geldwert. Amoli sind noch Handelsware auf lokalen Märkten. Die zum Schutz mit Pflanzenfasern umwickelten Salzbarren haben ein Gewicht zwischen 700 und 950 Gramm und Abmessungen um etwa 30 × 5 × 3 oder 21 × 6 × 3,5 Zentimeter. Das Salz wird in den Lagerstätten der Afar-Tiefebene auf traditionelle Weise gebrochen und mit Lasttieren ins äthiopische Hochland gebracht.

## Geschichte
Wie die römische Salzstraße Via Salaria bildeten in Afrika Salztransportrouten eine Grundlage für das alte Wegenetz. Als Zahlungsmittel war Salz im Kongo, in Nigeria (kleine Mangul-Salzbarren im Königreich Bornu) und seit über tausend Jahren vor allem in Äthiopien in Gebrauch.
Der griechische Reisende und Händler Kosmas Indikopleustes besuchte um 525 n. Chr. das Reich von Aksum. Vom 3. bis zum Beginn des 7. Jahrhunderts wurden hier Münzen aus Gold, Silber, Bronze und Kupfer geprägt, nach römischem Vorbild mit dem Abbild des Herrschers. Diese Münzen wurden für den internationalen Handel bevorzugt. Kosmas schildert, dass auch Amolen als Zahlungsmittel verwendet wurden. Er liefert damit die erste schriftliche Erwähnung dieses Zahlungsmittels in Äthiopien.
Die Bezahlung von Dienstleistungen als Kombination aus Münzen, Salzgeld und Handelswaren wie Tiere, Getreide und Baumwollstoffen war bis ins 18. Jahrhundert üblich. Auf den Märkten waren die Amoli das wichtigste Zahlungsmittel.
Ende des 18. Jahrhunderts und bis zum Ende des Zweiten Weltkriegs 1945 war der österreichische, mit dem Datum 1780 geprägte Maria-Theresien-Taler anerkanntes Zahlungsmittel in Ostafrika und dem arabischen Raum. In Äthiopien kam diese Münze durch den Export von Sklaven ins Land. Amoli waren für die arabischen Händler zu unbequem, um sie über lange Strecken zu transportieren. Daneben kamen im 19. Jahrhundert durch indische, griechische und armenische Händler auch Indische Rupien, besonders in Tigray und Harar in Umlauf. Anfang des 20. Jahrhunderts gab es die Währungen: Maria-Theresien-Taler (Talari), Indische Silber-Rupien, Italienische Papier-Lire, Amole und Baumwollstoff.
Um 1900 berechneten äthiopische Herrscher Einnahmen und Ausgaben in Gold, Talari, Salz, Elfenbein und Baumwolle. So betrugen die eingenommenen Steuergelder 1903 insgesamt 2.421.000 Talari, davon 27 Prozent Amoli, die als 907.000 Maria-Theresien-Taler umgerechnet wurden.

## Relativer Wert
Der Wert einer Amole war abhängig von der Jahreszeit, dem Transportweg und seiner Beschaffenheit. Der Arbeitsaufwand bei der Gewinnung des Salzes hatte gegenüber Transport und Zwischenhandel den geringsten Anteil an der Wertbemessung. Die Amoli mussten beim Handel umständlich geprüft und gewogen werden. Zu saisonalen Preisschwankungen kam es, weil die Kamelkarawanen nur während der Trockenzeit von September bis Mai ins Hochland hinauf ziehen konnten. In der Regenzeit konnte der Wert einer Amole um 50 Prozent steigen. Am stärksten variierte der Wert mit der Entfernung vom Abbaugebiet. Auf den Märkten in abgelegenen Regionen betrug er ein Vielfaches, bedingt durch die schlechten Verkehrswege und gesteuert durch das Angebot der Händler. Laut Francisco Álvares, der im 16. Jahrhundert Äthiopien besuchte, erhielt man im Tausch für eine bestimmte Menge Gold in der Nähe der Salzlagerstätten 120 bis 130 Salzbarren, in der Hauptstadt der Provinz Shewa hingegen nur fünf Barren. Erst mit Einführung des Maria-Theresia-Talers war eine feste Größe gegenüber der Amole gefunden. Damit konnten um 1880 zwischen 8 und 100 Amoli für einen Taler gefordert werden.
Eine sorgfältige Aufbewahrung war erforderlich, um Wertverluste durch Beschädigung zu verhindern, vor allem in der Regenzeit. Amoli wurden zu diesem Zweck am Dach über dem Feuer aufgehängt oder in der Holzasche des Herdes vergraben.

## Abbau und Transport
Salzlagerstätten – entstanden aus in den Grabenbruch eingedrungenem und später verdunstetem Meerwasser – befinden sich in der Afar-Tiefebene am Assalsee in Dschibuti, im Norden der äthiopischen Afar-Region am Afrerasee und am nördlich des Vulkans Erta Ale gelegenen Assalesee. Das Salz am Boden wird von Afar-Arbeitern mit Äxten aufgebrochen. Danach werden, zu mehreren vereint, metergroße Platten mit Holzbrechstangen abgelöst und auf annähernd quadratische Plattenformate zu je sieben Kilogramm behauen.
Pro Kamel werden 20 Salzblöcke geladen. Karawanen mit mehreren Hundert Tieren reisen von den Salzlagern den Steilanstieg zum Hochland hinauf bis in die Gegend von Mekele. Dort werden die Platten von Händlern in die übliche Barrenform gesägt und mit Bändern umwickelt. Die Afar tauschen traditionell das Salz gegen durra (Sorghumhirse) von den äthiopischen Hochlandbauern.
Antoine Thomson d’Abbadie schrieb fälschlicherweise, dass Amole der Name eines Afar-Clans sei. Tatsächlich ist die Bezeichnung jedoch von einem Afar-Wort amolé für „das einen Kopf hat“ abgeleitet.